# Blagdani i spomendani u Hrvatskoj
Blagdani i spomendani u Republici Hrvatskoj propisani su Zakonom o blagdanima, spomendanima i neradnim danima u Republici Hrvatskoj.

## Blagdani
U dane blagdana u Republici Hrvatskoj se ne radi. Blagdani u Republici Hrvatskoj su:
- 1. siječnja – Nova godina
- 6. siječnja – Bogojavljanje ili Sveta tri kralja
- Uskrs i Uskrsni ponedjeljak
- Tijelovo
- 1. svibnja – Praznik rada
- 30. svibnja – Dan državnosti, obilježavao se 25. lipnja od 2001. do 2019.
- 22. lipnja – Dan antifašističke borbe
- 5. kolovoza – Dan pobjede i domovinske zahvalnosti i Dan hrvatskih branitelja
- 15. kolovoza – Velika Gospa
- 1. studenoga – Svi sveti
- 18. studenoga – Dan sjećanja na žrtve Domovinskog rata i Dan sjećanja na žrtvu Vukovara i Škabrnje
- 25. prosinca – Božić
- 26. prosinca – Sv. Stjepan

U dane vjerskih blagdana pripadnici pojedinih vjeroispovijesti u Republici Hrvatskoj imaju pravo na neradni dan, i to:
- kršćani koji slave blagdan Božića na dan 7. siječnja toga dana
- kršćani koji slave blagdan Uskrsa prema julijanskom kalendaru na dan Uskrsnog ponedjeljka
- pripadnici islamske vjeroispovijesti koji slave blagdane Ramazanski bajram i Kurban-bajram jedan dan prema svom izboru za svaki od tih blagdana
- pripadnici židovske vjeroispovijesti koji slave blagdane Jom kipur i Roš hašanu jedan dan prema svom izboru za svaki od tih blagdana

## Spomendani
Spomendani u Republici Hrvatskoj su:
- 9. siječnja – Dan sjedinjenja Međimurja s maticom zemljom Hrvatskom (1919.)
- 15. siječnja – Dan međunarodnog priznanja Republike Hrvatske (1992.) i Dan mirne reintegracije hrvatskog Podunavlja (1998.)
- 15. ožujka – Dan osnivanja Narodne zaštite u Republici Hrvatskoj (1991.)
- 30. travnja – Dan pogibije Zrinskog i Frankopana (1671.)
- 3. svibnja – Dan sjećanja na ubijenu i stradalu djecu u Domovinskom ratu
- 9. svibnja – Dan Europe i Dan pobjede nad fašizmom
- nedjelja najbliža 15. svibnju – Dan spomena na hrvatske žrtve u borbi za slobodu i nezavisnost
- 5. lipnja – Dan hrvatske zastave
- 25. lipnja – Dan neovisnosti, obilježavao se 8. listopada kao blagdan od 2001. do 2019.
- 23. kolovoza – Europski dan sjećanja na žrtve totalitarnih i autoritarnih režima – nacizma, fašizma i komunizma
- 30. kolovoza – Dan sjećanja na nestale osobe u Domovinskom ratu
- 25. rujna – Dan donošenja Odluke o sjedinjenju Istre, Rijeke, Zadra i otoka s maticom zemljom Hrvatskom (1943.)
- 8. listopada – Dan Hrvatskoga sabora, obilježavao se 30. svibnja od 2001. do 2019.

## Ostalo
Na mrežnim stranicama Hrvatskog sabora, kao važni nadnevci, koji nisu spomendani, istaknuti su:
- 22. prosinca – Božićni Ustav – prvi Ustav Republike Hrvatske (1990.);
- 19. svibnja – Referendum o hrvatskoj samostalnosti (1991).

Također se obilježava:
- 28. svibnja – Dan Oružanih snaga Republike Hrvatske i Dan Hrvatske kopnene vojske (1991.)

## Povezano
- Blagdani i spomendani Hrvata Bosne i Hercegovine
- Praznici u SFRJ

## Vanjske poveznice
Mrežna mjesta
- Odbor za Ustav, Poslovnik i politički sustav Hrvatskoga sabora
- Odbor za zakonodavstvo Hrvatskoga sabora
- Bagdasarov, Artur. 2020.  Blagdan i praznik, Jezik, br. 5.